# Dżahan Temür
Dżahan Temür – władca Ilchanidów panujący w latach 1339–1340.
Był wnukiem Gajchatu. Został władcą Ilchanidów z inspiracji Dżalajirydów w opozycji do Sulajmana, który był marionetką w rękach Czobanidów. Podczas okresu swojego panowania przebywał w Bagdadzie. Jego losy nie są znane. 